# 8-Ball

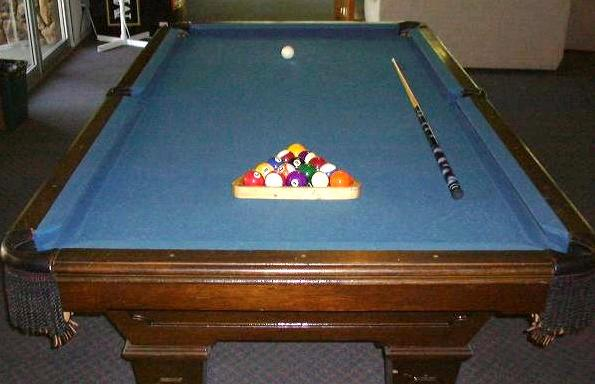
Poolbillardtisch mit Ausrüstung

8-Ball (Englisch: 8 Ball) ist eine Disziplin des Poolbillards, bei der mit fünfzehn Objektbällen (die Farbigen) und einem Spielball (die Weiße) auf einem Poolbillardtisch gespielt wird. Die Kugeln mit den Nummern 1 bis 7 sind komplett farbig (bis auf den Punkt, auf dem die Zahl steht, deswegen im Englischen auch spots genannt) und werden daher die Vollen genannt. Im Gegensatz dazu ist bei den Kugeln 9 bis 15 jeweils nur ein Streifen farbig und der Rest weiß, daher werden diese auch die Halben genannt. Beide Farbgruppen sortieren sich aufsteigend in der Farbfolge Gelb (1/9), Blau (2/10), Rot (3/11), Violett (4/12) (im TV-Satz Pink, zur besseren Unterscheidung zu Blau), Orange (5/13), Grün (6/14) und Bordeaux oder Braun (7/15).
Beide Spieler müssen zunächst versuchen, ihre Farbgruppe komplett zu lochen, um dann die schwarze Acht versenken zu dürfen, was bei korrekter Ausführung zum Gewinn des Spieles führt.

## Geschichte

Objektbälle beim Blackball

Die Disziplin 8-Ball entstand um 1900 aus anderen Billardvarianten und wurde zunächst mit je sieben gelben und roten sowie einer schwarzen Kugel sowie dem weißen Spielball gespielt.
Heute ist das Verwenden von gelben und roten Kugeln anstatt von Vollen und Halben (engl. Solids/Spots and Stripes, seltener Lows and Highs oder Bigs and Littles) im 8-Ball nicht mehr üblich, da man so mit dem gleichen Satz Kugeln auch andere Poolbillardvarianten wie z. B. 9-Ball, 10-Ball oder 14 und 1 endlos spielen kann. In der vor allem im britischen Raum noch sehr verbreiteten Variante Blackball werden jedoch aus Tradition noch jene zwei Farben für die Objektbälle verwendet.

## Regeln
8-Ball ist ein Ansagespiel. Das bedeutet, dass man vorher ansagen muss, welche Kugel in welche Tasche gespielt wird, wenn es nicht offensichtlich ist. Banker, das Spiel über Banden, oder Kombinationen sind z. B. selten offensichtlich und sollten stets angesagt werden.
Ein Spieler darf weiterspielen, solange er die eigene, angesagte Kugel in die angesagte Tasche versenkt und kein Foul begeht.

### Aufbau und Break

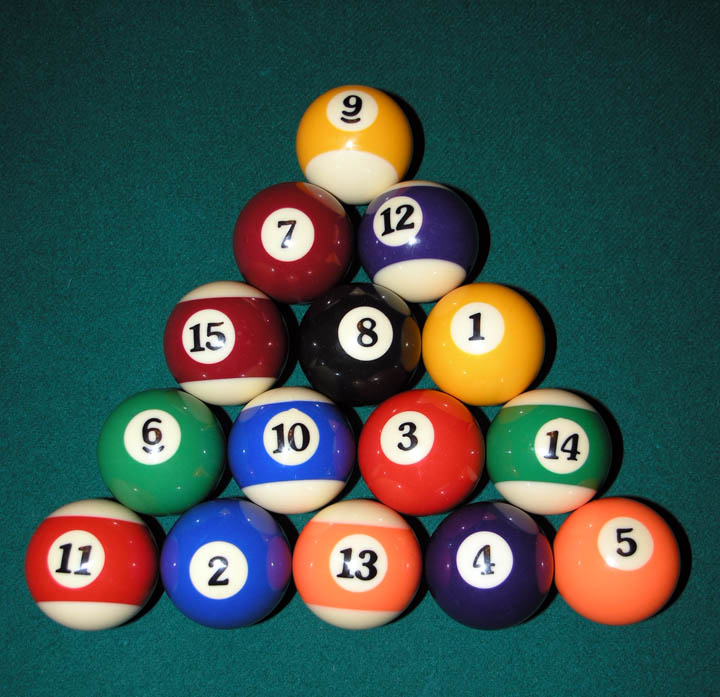
Eine korrekte Anordnung der Objektbälle vor dem Break

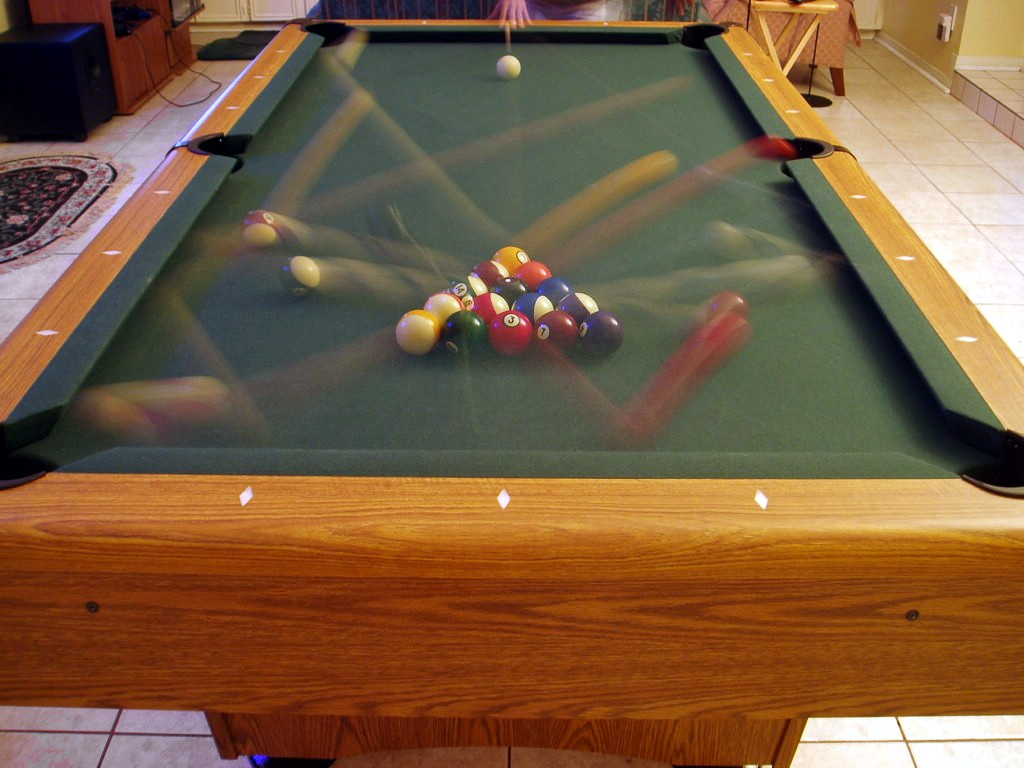
Langzeitbelichtung des Break beim 8-Ball

Die Objektbälle werden zu Beginn im Dreieck aufgebaut: der vorderste Objektball am Fußpunkt, in der Mitte die Acht und je ein voller und ein halber Objektball an den hinteren Ecken. Die Farbgruppe der restlichen Kugeln (sowie die der vordersten) ist frei wählbar. Der beginnende Spieler hat das Recht, die Position des Spielballs innerhalb des Kopffeldes (oberes Viertel des Tisches) zu wählen.
Beim Break müssen mindestens vier der Objektbälle eine Bande berühren oder ein Objektball muss versenkt werden. Ist beides nicht der Fall, kann der Gegner entweder die Lage übernehmen oder den Neuaufbau einfordern (und hierbei auch über das Anstoßrecht entscheiden). Beim Break muss keine Ansage erfolgen.
Nach dem Break ist der Tisch immer zunächst offen, d. h., dass es auch erlaubt ist, mit einer Halben eine Volle zu versenken und umgekehrt. Erst nach dem ersten korrekt (mit Ansage) versenkten Ball nach dem Break (und keinesfalls schon nach dem Lochen einer oder mehrerer Kugeln beim Break) ist die Farbwahl entschieden.
Der Spieler bleibt am Tisch, wenn er einen oder mehrere Objektbälle korrekt versenkt hat.
Fällt beim Break der Spielball in eine Tasche oder springt er vom Tisch, hat der Gegner „Ball in Hand“ aus dem Kopffeld heraus. Dabei darf er jedoch nur die Objektbälle spielen, die mindestens mit einem halben Durchmesser außerhalb des Kopffelds liegen.
Falls beim Break auch Objektbälle gelocht wurden, bleiben sie in der Tasche (außer es handelt sich um die Acht).
Fällt die Acht beim Break, kann der breakende Spieler entscheiden, ob neu aufgebaut wird, oder ob er die Lage übernimmt, wobei die Acht auf den Fußpunkt gelegt wird.
Fällt sowohl der Spielball als auch die schwarze Acht, so entscheidet der Gegner, ob neu aufgebaut wird oder er die Lage mit zurückgelegter Schwarzen übernehmen will. Hierbei hat er dann „Ball in Hand“ aus dem Kopffeld heraus.
Für den unwahrscheinlichen Fall, dass ein Spieler beim Break alle Kugeln einer Farbe versenkt, kann er entweder die andere Farbe oder direkt die schwarze Acht wählen.

### Korrekter Stoß
Nachdem die Farbwahl getroffen ist, reicht es für einen korrekten Stoß aus, eine (im Zweifelsfall vorher angesagte) Kugel seiner Gruppe zu treffen und mit dem Spielball oder einem Objektball (nach der Kollision) eine Bande zu berühren.

### Foul
Definition: Spiel- oder Stoßball = weißer Ball, Objektball = farbiger Ball inkl. schwarzer 8.
Ein Foul liegt vor, wenn:
- der Spielball versenkt wird.
- der Spielball keinen Objektball berührt.
- der Spielball zuerst auf eine Kugel der gegnerischen Farbgruppe trifft, oder auf die schwarze Acht, solange noch eigene Objektbälle übrig sind.
- der Spielball zwar zuerst einen Objektball der eigenen Farbgruppe trifft, aber danach weder eine Kugel eine Bande berührt noch ein Objektball versenkt wird.
- ein Durchstoß erfolgt, d. h. die Queuespitze den Spielball ein zweites Mal trifft oder den Spielball beim Kontakt mit dem Objektball noch berührt.
- ein Ball vom Tisch fällt. Bleibt ein Ball auf dem Rand des Tisches liegen, gilt dieser als „vom Tisch gefallen“, da die Banden nicht zur Spielfläche gehören, sondern diese lediglich abgrenzen.
- ein Ball mit dem Queue berührt oder verschoben wird (Stockfoul).
- der Spieler mit dem Körper oder mit der Kleidung einen Ball berührt (Körper- oder Kleidungsfoul).
- der Spieler im Moment seines Stoßes nicht mindestens einen Fuß auf dem Boden hat.
- der Spieler seinen Stoß ausführt, während noch Kugeln auf dem Tisch in Bewegung sind.
- ein Spieler einen extremen Rückläufer spielt und mit absichtlichem oder unabsichtlichem Abrutschen versucht eine Kugel zu überspringen (Sprungball). Ein regulärer Sprungball muss mit einem nach unten weisenden Queue oberhalb des Ballhorizontes getroffen werden. Das „Schaufeln“ des Balles ist verboten.

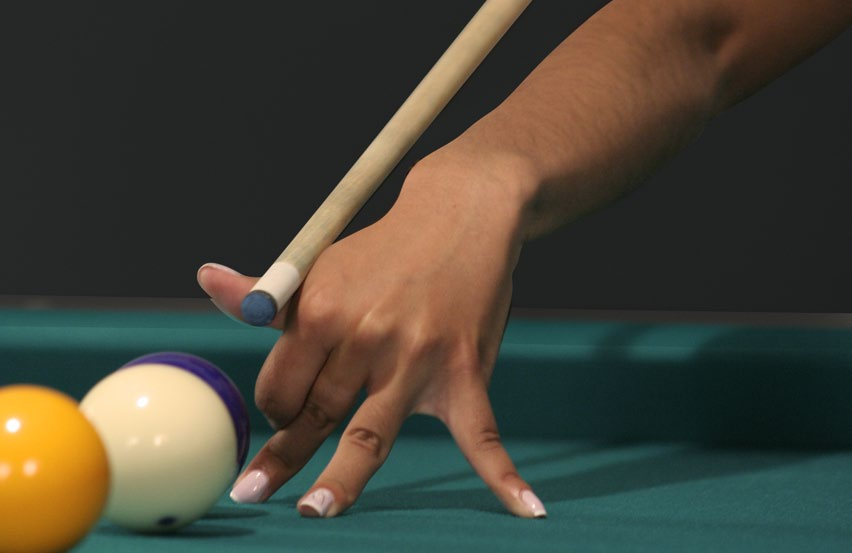
Hoher Bock

- bei Ballnestern oder Pressbällen, bei denen der Spielende mit einem hohen Bock (aufgestellte Führungshand) über die gegnerische(n) Bälle oder die Acht spielen muss und diese mit dem Queue berührt.
- aus einer überfüllten Tasche herausragende Kugeln das Spielgeschehen beeinflussen, z. B. einen Ball davon abhalten, in die Tasche zu fallen.

Sollten innerhalb eines Stoßes mehrere Fouls begangen werden, wird dies trotzdem nur als ein Foul gewertet.
Alle Objektbälle, die mit Foul versenkt werden, bleiben in den Taschen.
Es resultiert kein Foul daraus, wenn
- eine Kugel kurzzeitig über die Bande rollt, dann aber wieder auf die Spielfläche zurückkehrt,
- nach dem Anspielen einer Kugel der eigenen Farbgruppe ein oder mehrere Objektbälle der gegnerischen Farbgruppe versenkt werden:
  - Wenn dabei die eigene angesagte Kugel ins angesagte Loch versenkt wird, bleibt der Spieler weiterhin am Tisch und darf weiterspielen (sofern nicht anderweitig ein Foul begangen wird). Es ist dabei unerheblich, welche Kugel zuerst fällt. Eine solche Spielsituation kann z. B. auftreten, wenn der Spieler mit einem Nachläufer zuerst die Kugel des Gegners von einer von diesem blockierten (zugenagelten) Tasche versenkt und dann seine eigene.
  - Wird dabei die eigene angesagte Kugel nicht ins angesagte Loch versenkt, dann ist die Aufnahme lediglich beendet und der andere Spieler ist am Zug, jedoch ohne „Ball-in-Hand“ (sofern nicht anderweitig ein Foul begangen wird).

#### Ball-in-Hand
Begeht ein Spieler ein beliebiges Foul, so hat der Gegner immer „Ball-in-Hand“. Dies ist eine sogenannte Ablageverbesserung, ähnlich wie beim Fußball der Freistoß bzw. Elfmeter. Der weiße Ball kann nun vom Gegner an einer frei wählbaren Stelle neu aufgesetzt werden. Die einzige Ausnahme bildet der beim Break versenkte Spielball (s. o.).

#### Drei-Foul-Strafe
Beim 8-Ball gibt es keine 3-Foul-Strafe, nur beim 9-Ball, dem regeltechnisch ähnlichen 10-Ball und 14:1.

### Spielverlust durch Foul auf die schwarze Acht
Das Spiel ist verloren, wenn:
- ein Spieler die Acht versenkt, bevor er berechtigt ist, darauf zu spielen.
- ein Spieler ein Foul begeht, während er die Acht versenkt. Auch hier liegt kein Foul dadurch vor, wenn zusammen mit der korrekt versenkten Acht gegnerische Bälle fallen (s. o.). Ausnahmen gelten, wenn die Acht beim Eröffnungsstoß fällt (s. o.)
- ein Spieler die Acht mit demselben Stoß versenkt, mit dem er einen seiner noch auf dem Tisch liegenden Objektbälle versenkt.
- ein Spieler die Acht in eine andere als die angesagte Tasche versenkt.
- einem Spieler die Acht vom Tisch springt.
- der Spielball mitversenkt wird.

### Safety
Da es sich bei 8-Ball um ein Ansagespiel handelt, muss auch in ausweglosen Situationen eine Ansage gemacht werden. Dadurch sollen irreguläre „Füchse“ (Zufallsstöße, engl. flukes) ausgeschlossen werden. Ist ein Stoßversuch klar erkennbar, d. h. Spielball und Objektball gerade auf eine Tasche spielend, so kann, nach vorheriger Absprache mit dem Gegner, auf die Ansage verzichtet werden. Ist ein Spielzug für den Gegner nicht erkennbar und der Spielende versucht, ohne Ansage zu stoßen, so wird er nach seinem Spielzug gefragt werden. Der Spielende kann aber auch vor einem beliebigen Stoß (aus taktischen Gründen) eine Sicherheit (engl. safety) ansagen. Egal was dann durch diesen Stoß passiert, er gibt das Spiel danach ab. Alle anderen Regeln bleiben aber bestehen – insbesondere bleibt ein „Nip-shot“ wie beim Snooker (ohne Bandenberührung) weiterhin ein Foul. Safety anzusagen kann in bestimmten Spielsituationen von Vorteil sein, z. B. wenn man nach dem bevorstehenden Versenken einer eigenen Kugel nicht weiterspielen möchte, weil man erahnt, dass man selbst von einem eigenen Folgestoß nicht profitieren würde, aber der Gegner mit seinem Folgestoß zu einem Foul gezwungen würde und man dadurch danach selbst „Ball-in-Hand“ hat.

### Spezialfall Pattsituation
Wenn noch maximal zwei Objektbälle und die Acht auf dem Tisch liegen, aber kein Spieler versucht, das Spiel zu beenden, dann kann nach einer bestimmten Anzahl von Stößen (in der Regel von jedem drei) das Spiel als unentschieden gewertet werden, oder es wird neu begonnen. Es beginnt wieder derjenige, der diese Partie begonnen hat. Aus taktischen Gründen kann es vorkommen, dass man nicht versucht, seine Objektbälle zu versenken, weil es zu schwer ist oder weil man vielleicht lösen muss. In diesem Fall geht man auf Nummer sicher und riskiert nichts.

### „Kneipenvariante“
Eine in Kneipen bisweilen gespielte Variante besagt, dass nach dem korrekten Lochen aller eigenen Objektbälle die Acht in die Tasche gelocht werden muss, die derjenigen Tasche gegenüberliegt, in die der letzte eigene Objektball gelocht wurde. Diese Variante ist jedoch außerhalb der offiziellen Regeln und hat lediglich den Sinn, an Billardtischen mit Münzeinwurf (Bezahlung pro Spiel) das Spiel künstlich zu verlängern. Um anderen Mitspielern eine Chance zu geben, an den Tisch zu kommen, gilt in manchen Kneipen: Schwarz geht überall. Dies gilt besonders in England (Black goes anywhere!).